# Gornji Miklouš
Donji Miklouš falu Horvátországban Belovár-Bilogora megyében. Közigazgatásilag Csázmához tartozik.

## Fekvése
Belovártól légvonalban 22, közúton 31 km-re délnyugatra, községközpontjától 9 km-re délkeletre, a 26-os számú főúttól keletre, Donji Miklouš és Martinac között, a Monoszlói-hegység északi lejtőin fekszik.

## Története
A település már a 14. században is létezett. 1334-ben Ivan gorai főesperes „ecclesia sancti Nicolai” néven említi Szent Miklósnak szentelt plébániatemplomát. Nevét is Szent Miklós tiszteletére szentelt templomáról kapta. A 16. században a török elpusztította, akkori lakossága Ivanics környékére menekült.
A falu a török kiűzése után a 17. században települt újra. 1774-ben az első katonai felmérés térképén az akkor még egységes település „Dorf Miklos” néven szerepel. A Horvát határőrvidék részeként a Kőrösi ezredhez tartozott. A miklouši plébániát 1789-ben alapították újra. Lipszky János 1808-ban Budán kiadott repertóriumában „Miklous” a neve.  
Nagy Lajos 1829-ben kiadott művében ugyancsak „Miklóuss” néven 51 házzal, 256 katolikus vallású lakossal találjuk. A település 1809 és 1813 között francia uralom alatt állt.
A katonai közigazgatás megszüntetése után Magyar Királyságon belül Horvátország része, Belovár-Kőrös vármegye Csázmai járásának része lett. A településnek 1890-ben 259, 1910-ben 410 lakosa volt. 1918-ban az új szerb-horvát-szlovén állam, majd később Jugoszlávia része lett. 1941 és 1945 között a németbarát Független Horvát Államhoz, majd a háború után a szocialista Jugoszláviához tartozott. 1991-től a független Horvátország része. 1991-ben csaknem teljes lakossága horvát volt. A délszláv háború idején mindvégig horvát kézen maradt. 2011-ben 96 lakosa volt, akik főként mezőgazdaságból éltek.

## Lakossága
| Lakosság változása | Lakosság változása | Lakosság változása | Lakosság változása | Lakosság változása | Lakosság változása | Lakosság változása | Lakosság változása | Lakosság változása | Lakosság változása | Lakosság változása | Lakosság változása | Lakosság változása | Lakosság változása | Lakosság változása | Lakosság változása |
| ------------------ | ------------------ | ------------------ | ------------------ | ------------------ | ------------------ | ------------------ | ------------------ | ------------------ | ------------------ | ------------------ | ------------------ | ------------------ | ------------------ | ------------------ | ------------------ |
| 1857               | 1869               | 1880               | 1890               | 1900               | 1910               | 1921               | 1931               | 1948               | 1953               | 1961               | 1971               | 1981               | 1991               | 2001               | 2011               |
| 0                  | 0                  | 0                  | 259                | 306                | 410                | 367                | 421                | 446                | 344                | 299                | 234                | 185                | 147                | 114                | 96                 |

(1857 és 1880 között lakosságát Donji Mikloušhoz számították.)

## Nevezetességei
Szent Miklós tiszteletére szentelt római katolikus plébániatemploma a mai Gornji Miklouš közepén egy kis magaslaton áll. A templom középkori eredetű, amit keleti tájolása is mutat. Mai
formájában 1704-ben épült, 1789-ben és a 19. század elején megújították. Egyhajós épület félköríves apszissal. A nyugati főhomlokzat előtt áll a zömök harangtorony, melyet felül karcsú toronysisak zár.

## Kultúra
Kulturális és művészeti egyesületét a KUD Sloga Mikloušt 1974-ben alapították.

## Oktatás
Az iskola épülete 1893-ban épült. Ma a csázmai alapiskola 4 osztályos alsó tagozatos területi iskolája működik benne.